# Noile Aventuri cu Batman/Superman
Noile Aventuri cu Batman/Superman (engleză: The New Batman/Superman Adventures) era titlul dat unui pachet de seriale care a combinat Superman: Seria animată cu Noile Aventuri cu Batman produse de Warner Bros. Animation. A fost difuzat din 1997 până în 2000 pe Kids' WB. Deși a fost parte a Universului de Animație DC, fiecare episod de jumătate de oră din blocul de o oră și jumătate a prezentat o singură redifuzare a difuzării originale din Superman: Serial animată, difuzarea originală din Batman: Serialul de Animație sau o poveste nouă prezentând pe Batman din Noile Aventuri cu Batman. Aceste povești se concentrează mai mult pe personajele secundare ale lui Batman și au introdus noi personaje precum Tim Drake. Cele două universuri animate au fost unite în episodul Superman "World's Finest", care spune povestea primei întâlniri dintre Batman și Superman. Toate episoadele noi cu Batman  care au început difuzarea în sezonul toamnei lui 1997 au fost lansate mai târziu ca un set de cutie DVD al Batman: Serialul de Animație ca Volumul 4. Noi episoade cu Superman care au fost difuzate mai târziu începând din sezonul toamnei lui 1998 încoace sunt acum considerate a fi al treilea sezon din Superman: Seria animată.

## Cast

### Casting-ul principal
| Actor                | Rol                            |
| -------------------- | ------------------------------ |
| Tim Daly             | Kal-El / Clark Kent / Superman |
| Kevin Conroy         | Bruce Wayne / Batman           |
| Mathew Valencia      | Tim Drake / Robin              |
| Tara Charendoff      | Barbara Gordon / Batgirl       |
| Dana Delany          | Lois Lane                      |
| Efrem Zimbalist, Jr. | Alfred Pennyworth              |

### Răufăcătorii principali
| Actor         | Rol          |
| ------------- | ------------ |
| Mark Hamill   | Joker        |
| Arleen Sorkin | Harley Quinn |
| Clancy Brown  | Lex Luthor   |
| Corey Burton  | Brainiac     |
| Brian George  | Parasite     |

### Personajele secundare
- Bob Hastings -  Comisarul James Gordon
- Robert Costanzo - Detectivul Harvey Bullock
- Loren Lester- Dick Grayson / Nightwing
- Joseph Bologna - SCU Lt. Daniel "Dan" Turpin
- Ali Dennis - Lucius Fox
- George Dzundza - Perry White
- David Kaufman - James "Jimmy" Olsen

- The Batwomen (Femeile Liliac)
  - Kelly Ripa - Dr. Roxanne "Rocky" Ballantine
  - Kimberly Brooks - Kathleen "Kathy" Duquesne
  - Elisa Gabrielli- Detectivul Sonia Alcana

### Răufăcătorii secundari
- Ron Perlman - Matt Hagen / Clayface
- Michael Ansara - Victor Fries / D-l Îngheț
- Paul Williams - Oswald Cobblepot / Pinguinul
- Diane Pershing - Dr. Pamela Isley / Iedera Otrăvitoare
- John Glover - Edward Nygma / Ghicitoarea
- Jeffery Combs - Prof. Jonathan Crane / Sperietoarea
- Richard Moll - Harvey Dent / Două-Fețe
- George Dzundza - Arnold Wesker / Ventrilogul / Scarface
- Adrienne Barbeau - Selina Kyle / Femeia Pisică
- Roddy McDowall - Dr. Jervis Tetch / Pălărierul Nebun
- Henry Silva - Bane
- Brooks Gardner - Waylon Jones / Killer Croc
- Mark Rolston - Garfield Lynns/ Firefly
- Laraine Newman - Mary Dahl / Baby Doll
- Charity James - Roxanne Sutton/ Roxy Rachetă
- Sela Ward - Page Monroe/ Fata Calendar
- Stephen Wolfe Smith - Klarion Băiatul Vrăjitoare
- Lori Petty - Leslie Willis / Livewire
- Michael Ironside - Darkseid
- Ron Perlman - Jax-Ur
- Leslie Easterbrook - Mala (din episoadele, "Blast from the Past Părțile 1 și 2")
- Sarah Douglas - Mala (din episodul "Absolute Power")
- Malcolm McDowell - John Corben / Metallo
- Michael Dorn - Kalibak & John Henry Irons / Oțel
- Bruce Weitz - Bruno Mannheim
- Gilbert Gottfried - D-l Mxyzptlk
- Jodi Benson - Angela Evans Smith
- Brad Garrett - Lobo & Bibbo & "Neato" Coralli
- William H. Macy - Directorul Institutului de Fenomene Paranormale
- Jason Marsden - Adolescentul Clark Kent
- Nicholle Tom - Kara In-Ze / Kara Kent / Supergirl
- Bud Cort - Omul Jucărie
- Melissa Joan Hart - Fata Saturn
- Chad Lowe - Rokk Krinn / Băiatul Cosmic
- Scott Menville - Kenny Braverman
- Jason Priestley - Reep Daggle / Băiatul Cameleon